# Ligue des nations féminine de volley-ball 2019
Navigation
2018 2021
La 2e édition de la Ligue des nations féminine de volley-ball se déroule du 21 mai au 20 juin 2019, pour la phase préliminaire et du 3 juillet au 7 juillet 2019 pour la phase finale. Le tour final s'est joué à Nanjing en Chine.

## Format de la compétition

### Tour préliminaire
Les seize équipes participent à une phase de groupe, chaque équipe principale (Allemagne, Brésil, Chine, Corée du Sud, États-Unis, Italie, Japon, Pays-Bas, Russie, Serbie, Thaïlande et Turquie) hébergeant un pool au moins une fois. Les équipes sont divisées en quatre groupes de quatre équipes chaque semaine et s'affrontent pendant cinq semaines pour 120 matchs.
Les cinq meilleures équipes après le tour préliminaire rejoignent le pays hôte du tour final pour participer au tour final.
La relégation ne prend en compte que les quatre équipes challenger (Belgique, Bulgarie, Pologne et République dominicaine). La dernière équipe de challenger classée sera reléguée. Les vainqueurs de la Coupe Challenger se qualifieront pour la prochaine édition en tant qu'équipe challenger.

### Phase finale
Les six équipes qualifiées jouent dans deux groupes de trois équipes en phase de poules. Les deux meilleures équipes de chaque groupe se qualifient pour les demi-finales. Les vainqueurs des groupes affronteront les deuxièmes de groupes. Les vainqueurs des demi-finales se qualifient pour la finale de la Ligue des Nations. Les perdants se font face dans le match pour la troisième place.

## Composition des poules

### Tour préliminaire
| Semaine 1                                       | Semaine 1                                          | Semaine 1                                         | Semaine 1                                         |
| Poule 1 Pologne                                 | Poule 2 Bulgarie                                   | Poule 3 Brésil                                    | Poule 4 Serbie                                    |
| ----------------------------------------------- | -------------------------------------------------- | ------------------------------------------------- | ------------------------------------------------- |
| Pologne Italie Thaïlande Allemagne              | Bulgarie Japon Belgique États-Unis                 | Brésil République dominicaine Russie Chine        | Serbie Pays-Bas Turquie Corée du Sud              |
| Semaine 2                                       |                                                    |                                                   |                                                   |
| Poule 5 Italie                                  | Poule 6 Turquie                                    | Poule 7 Macao, Chine                              | Poule 8 Pays-Bas                                  |
| Italie États-Unis République dominicaine Serbie | Turquie Allemagne Russie Japon                     | Chine Belgique Thaïlande Corée du Sud             | Pays-Bas Brésil Pologne Bulgarie                  |
| Semaine 3                                       |                                                    |                                                   |                                                   |
| Poule 9 Hong Kong, Chine                        | Poule 10 États-Unis                                | Poule 11 Thaïlande                                | Poule 12 Belgique                                 |
| Chine Italie Japon Pays-Bas                     | États-Unis Corée du Sud Allemagne Brésil           | Thaïlande Bulgarie République dominicaine Turquie | Belgique Serbie Russie Pologne                    |
| Semaine 4                                       |                                                    |                                                   |                                                   |
| Poule 13 Italie                                 | Poule 14 Allemagne                                 | Poule 15 Japon                                    | Poule 16 Chine                                    |
| Italie Corée du Sud Bulgarie Russie             | Allemagne Belgique Pays-Bas République dominicaine | Japon Serbie Thaïlande Brésil                     | Chine États-Unis Pologne Turquie                  |
| Semaine 5                                       |                                                    |                                                   |                                                   |
| Poule 17 Turquie                                | Poule 18 Chine                                     | Poule 19 Russie                                   | Poule 20 Corée du Sud                             |
| Turquie Belgique Italie Brésil                  | Chine Allemagne Bulgarie Serbie                    | Russie Thaïlande Pays-Bas États-Unis              | Corée du Sud Japon Pologne République dominicaine |

### Phase finale
| Poule A | Poule B    |
| ------- | ---------- |
| Chine   | États-Unis |
| Italie  | Brésil     |
| Turquie | Pologne    |

## Compositions des équipes
Ligue des Nations féminine de volley-ball 2019 de la FIVB (en)

## Salles
La liste des villes et des salles retenues a été annoncée le 26 mars 2019.

### Tour préliminaire
| Poule 1                 | Poule 2                 | Poule 3                       | Poule 4                 |
| Opole, Pologne          | Ruse, Bulgarie          | Brasília, Brésil              | Belgrade, Serbie        |
| ----------------------- | ----------------------- | ----------------------------- | ----------------------- |
| Stegu Arena             | Arena Ruse              | Nilson Nelson Gymnasium       | Hala Aleksandar Nikolić |
| Capacité: 3,378         | Capacité: 5,100         | Capacité: 12,000              | Capacité: 5,878         |
|                         |                         |                               |                         |
| Poule 5                 | Poule 6                 | Poule 7                       | Poule 8                 |
| Conegliano, Italie      | Ankara, Turquie         | Macao, Chine                  | Apeldoorn, Pays-Bas     |
| Zoppas Arena            | Başkent Volleyball Hall | Forum de Macao                | Omnisport Apeldoorn     |
| Capacité: 4,000         | Capacité: 7,600         | Capacité: 4,000               | Capacité: 5,000         |
|                         |                         |                               |                         |
| Poule 9                 | Poule 10                | Poule 11                      | Poule 12                |
| Hong Kong, Chine        | Lincoln, États-Unis     | Bangkok, Thaïlande            | Courtrai, Belgique      |
| Hong Kong Coliseum      | Pinnacle Bank Arena     | Indoor Stadium Huamark        | Lange Munte             |
| Capacité: 12,500        | Capacité: 15,290        | Capacité: 15,000              | Capacité: 1,600         |
|                         |                         |                               |                         |
| Poule 13                | Poule 14                | Poule 15                      | Poule 16                |
| Pérouse, Italie         | Stuttgart, Allemagne    | Tokyo, Japon                  | Jiangmen, Chine         |
| PalaEvangelisti         | Porsche-Arena           | Musashino Forest Sports Plaza | Jiangmen Sports Hall    |
| Capacité: 4,500         | Capacité: 2,000         | Capacité: 10,000              | Capacité: 8,500         |
|                         |                         |                               |                         |
| Poule 17                | Poule 18                | Poule 19                      | Poule 20                |
| Ankara, Turquie         | Ningbo, Chine           | Iekaterinbourg, Russie        | Boryeong, Corée du Sud  |
| Başkent Volleyball Hall | Beilun Gymnasium        | Team Sports Palace            | Boryeong Gymnasium      |
| Capacité: 7,600         | Capacité: 8,000         | Capacité: 5,000               | Capacité: 2,742         |
|                         |                         |                               |                         |

### Tour final
| Nanjing, Chine                              |
| ------------------------------------------- |
| Stade du Centre sportif olympique de Nankin |
| Capacité: 13,000                            |
|                                             |

## Tour préliminaire

### Classement

#### Critères de départage
Le classement général se fait de la façon suivante :
1. plus grand nombre de victoires ;
2. plus grand nombre de points marqués ;
3. plus grand ratio de sets pour/contre ;
4. plus grand ratio de points pour/contre ;
5. Résultat de la confrontation directe ;
6. si, après l’application des critères 1 à 5, plusieurs équipes sont toujours à égalité, les critères 1 à 5 sont à nouveau appliqués exclusivement aux matches entre les équipes concernées afin de déterminer leur classement final.

Légende des classements

#### Classement tour préliminaire
| #  | Équipe                 | Pts | J  | G  | Gt | Pt | P  | Sp | Sc | Ratio | Pp   | Pc   | Ratio |
| 1  | Chine                  | 35  | 15 | 11 | 1  | 0  | 3  | 37 | 12 | 3.083 | 1156 | 973  | 1.188 |
| 2  | États-Unis             | 35  | 15 | 10 | 2  | 1  | 2  | 39 | 17 | 2.294 | 1283 | 1137 | 1.128 |
| 3  | Brésil                 | 35  | 15 | 10 | 1  | 3  | 1  | 40 | 16 | 2.5   | 1318 | 1150 | 1.146 |
| 4  | Italie                 | 34  | 15 | 9  | 2  | 3  | 1  | 39 | 21 | 1.857 | 1375 | 1233 | 1.115 |
| 5  | Turquie                | 32  | 15 | 9  | 2  | 1  | 3  | 36 | 18 | 2     | 1259 | 1109 | 1.135 |
| 6  | Pologne                | 26  | 15 | 6  | 3  | 2  | 4  | 33 | 29 | 1.138 | 1360 | 1354 | 1.004 |
| 7  | Belgique               | 22  | 15 | 5  | 3  | 1  | 6  | 28 | 29 | 0.966 | 1208 | 1260 | 0.959 |
| 8  | République dominicaine | 21  | 15 | 4  | 4  | 1  | 6  | 31 | 33 | 0.939 | 1422 | 1437 | 0.99  |
| 9  | Japon                  | 22  | 15 | 7  | 0  | 1  | 7  | 27 | 27 | 1     | 1225 | 1213 | 1.01  |
| 10 | Allemagne              | 21  | 15 | 6  | 1  | 1  | 7  | 24 | 29 | 0.828 | 1169 | 1180 | 0.991 |
| 11 | Pays-Bas               | 20  | 15 | 5  | 1  | 3  | 6  | 27 | 30 | 0.9   | 1206 | 1259 | 0.958 |
| 12 | Thaïlande              | 16  | 15 | 5  | 0  | 1  | 9  | 17 | 33 | 0.515 | 1046 | 1170 | 0.894 |
| 13 | Serbie                 | 15  | 15 | 5  | 0  | 0  | 10 | 20 | 33 | 0.606 | 1132 | 1210 | 0.936 |
| 14 | Russie                 | 10  | 15 | 3  | 0  | 1  | 11 | 16 | 38 | 0.421 | 1112 | 1283 | 0.867 |
| 15 | Corée du Sud           | 9   | 15 | 3  | 0  | 0  | 12 | 16 | 37 | 0.432 | 1092 | 1222 | 0.894 |
| 16 | Bulgarie               | 7   | 15 | 2  | 0  | 1  | 12 | 13 | 41 | 0.317 | 1126 | 1296 | 0.869 |

### Résultats
Source : FIVB
Tous les horaires sont en heure locale.

## Phase finale
- Lieu:  Stade du Centre sportif olympique de Nankin, Nanjing, Chine
- Fuseau horaire: UTC+08:00

### Phase de poules
|  | Qualifiés pour les Demi-finales |

#### Poule A
| # | Équipe  | Pts | J | G | Gt | Pt | P | Sp | Sc | Ratio | Pp  | Pc  | Ratio |
| 1 | Turquie | 6   | 2 | 2 | 0  | 0  | 0 | 6  | 1  | 6     | 172 | 145 | 1.186 |
| 2 | Chine   | 3   | 2 | 1 | 0  | 0  | 1 | 4  | 4  | 1     | 185 | 183 | 1.011 |
| 3 | Italie  | 0   | 2 | 0 | 0  | 0  | 2 | 1  | 6  | 0.167 | 143 | 172 | 0.831 |

#### Poule B
| # | Équipe     | Pts | J | G | Gt | Pt | P | Sp | Sc | Ratio | Pp  | Pc  | Ratio |
| 1 | États-Unis | 6   | 2 | 2 | 0  | 0  | 0 | 6  | 2  | 3     | 192 | 163 | 1.178 |
| 2 | Brésil     | 3   | 2 | 0 | 1  | 0  | 1 | 4  | 5  | 0.8   | 192 | 195 | 0.985 |
| 3 | Pologne    | 1   | 2 | 0 | 0  | 1  | 1 | 3  | 6  | 0.5   | 180 | 206 | 0.874 |

### Final Four
|  | Demi-finales | Demi-finales |                        |   | Finale     | Finale     |
|  | Demi-finales | Demi-finales |                        |   | Finale     | Finale     |
|  |              |              |                        |   |            |            |
|  | 6 juillet,   | 6 juillet,   |                        |   | 7 juillet, | 7 juillet, |
|  | 6 juillet,   | 6 juillet,   |                        |   | 7 juillet, | 7 juillet, |
|  | Turquie      | 0            |                        |   | 7 juillet, | 7 juillet, |
|  | Turquie      | 0            |                        |   | 7 juillet, | 7 juillet, |
|  | Brésil       | 3            |                        |   | 7 juillet, | 7 juillet, |
|  | Brésil       | 3            | Brésil                 | 2 |            |            |
|  | 6 juillet,   |              | Brésil                 | 2 |            |            |
|  |              | États-Unis   | 3                      |   |            |            |
|  | États-Unis   | États-Unis   | 3                      | 3 |            |            |
|  | États-Unis   |              |                        | 3 |            |            |
|  | Chine        | 1            |                        |   |            |            |
|  | Chine        | 1            | Match pour la 3e place |   |            |            |
|  |              |              |                        |   |            |            |
|  | 7 juillet,   |              |                        |   |            |            |
|  |              |              |                        |   |            |            |
|  | Turquie      | 1            |                        |   |            |            |
|  | Turquie      | 1            |                        |   |            |            |
|  | Chine        | 3            |                        |   |            |            |
|  | Chine        | 3            |                        |   |            |            |

## Classement final
| Place              | Équipe                 |
| ------------------ | ---------------------- |
| Médaille d'or      | États-Unis             |
| Médaille d'argent  | Brésil                 |
| Médaille de bronze | Chine                  |
| 4                  | Turquie                |
| 5                  | Pologne                |
| 5                  | Italie                 |
| 7                  | Belgique               |
| 8                  | République dominicaine |
| 9                  | Japon                  |
| 10                 | Allemagne              |
| 11                 | Pays-Bas               |
| 12                 | Thaïlande              |
| 13                 | Serbie                 |
| 14                 | Russie                 |
| 15                 | Corée du Sud           |
| 16                 | Bulgarie               |